# Конди (Параиба)
Конди (порт. Conde) — муниципалитет в Бразилии, входит в штат Параиба. Составная часть мезорегиона Зона-да-Мата-Параибана. Находится в составе крупной городской агломерации Агломерация Жуан-Песоа. Входит в экономико-статистический  микрорегион Жуан-Песоа. Население составляет 24 380 человек на 2016 год. Занимает площадь 172,950 км². Плотность населения — 123,74 чел./км².

## История
Город основан в 1963 году.

## Статистика
- Валовой внутренний продукт на 2014 год составляет 564 410,00 реалов (данные: Бразильский институт географии и статистики)[1].
- Валовой внутренний продукт на душу населения на 2014 год составляет 23 962,37 реалов (данные: Бразильский институт географии и статистики)[1].
- Индекс человеческого развития на 2010 год составляет 0,560 (данные: Программа развития ООН)[2].